# Хенрик Шеберг
Хенрик Шеберг (швед. Henrik Sjöberg; Стокхолм, 20. јануар 1875 — Хелсингер, 1. август 1905) шведски атлетичар и гимнастичар, једини шведски учесник на првим Олимпијским играма 1896. у Атини.
На играма је учествовао у четири атлетске дисциплине и једној гиманстичкој.
У квалификацијама трке 100 m у трећој групи поделио је 4-5 место са Грком Јоргосом Гениматасом и није се пласирао у финале.
Шеберг био је један од девет атлетичара који си се такмичили у скоку удаљ. Једини познати подаци о његовом резултату су да није био међу прва четири такмичара. Слично томе, он је био међу такмичарима у бацању диска од четвртог до десетог места.
Најбољи пласман је имао у такмичењу скока увис где је заузео четврто место са резултатом 1,60 метара.
У гимнастичкој диасциплини прескок, Шеберг се надао медаљи, али је заузео једно од четвртог до петнестог места.